# Kruiskerk (Stromberg)
De Kruiskerk (Duits: Kreuzkirche; ook: Heilig Kreuz) is een gotische hallenkerk in Stromberg in de Duitse gemeente Oelde (Noordrijn-Westfalen). De kerk is vanwege een relikwie van het Heilig Kruis een rooms-katholieke bedevaartkerk.

## Geschiedenis

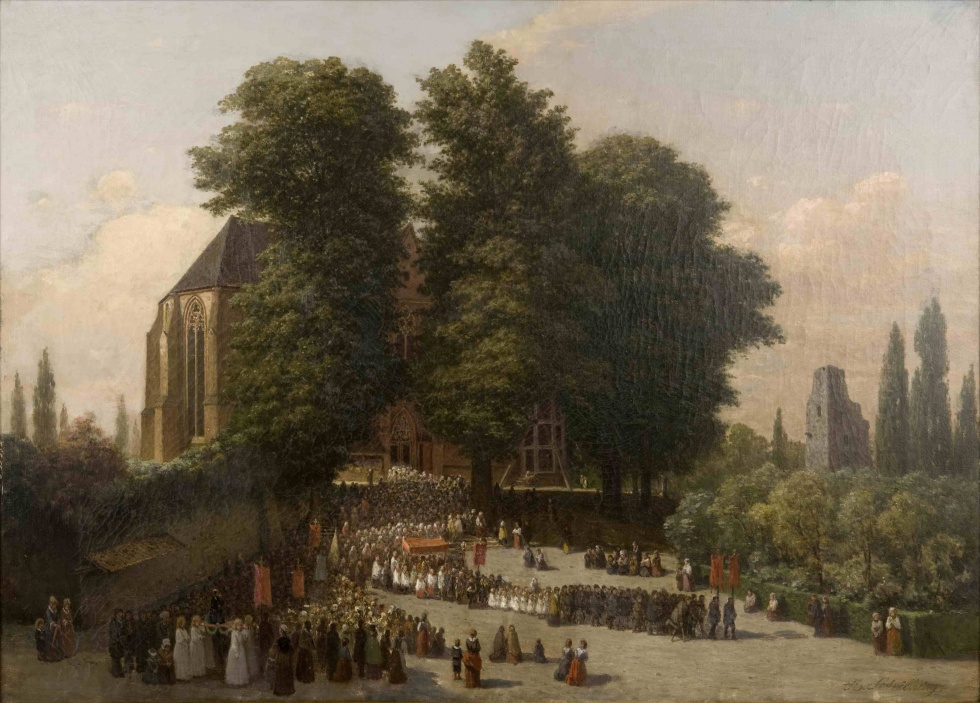
Processie op Sacramentsdag, 1840, naar een schilderij van Heinrich Schilking (1815-1895)

Aan de huidige gotische bedevaartkerk, die zich op het terrein van de burchtruïne Stromberg bevindt, ging de vroegere burchtkapel vooraf. Deze werd in 1207 voor het eerst in een document genoemd. In de kerk werd een door het stift Herzebrock aan de burchtgraaf geschonken crucifix bewaard. Nadat een brand de kapel in 1316 verwoestte, waarbij het kruisbeeld gered kon worden, volgde nieuwbouw van de kerk. Deze kerk werd in 1344 door bisschop Lodewijk II ingewijd. Vervolgens ontstond een belangrijke verering van het crucifix en een tot op de dag van vandaag regelmatig plaatsvindende bedevaart. 
De torenloze kerk is een gotische, drieschepige hallenkerk van drie traveeën en heeft aansluitend een koortravee met een 5/8 afsluiting. Vroeger hingen de klokken aan een houten drager, tegenwoordig bevinden de klokken zich in de plaatselijke Paulustoren.
Het crucifix bezit een houten kern uit circa 1080-1100 en was oorspronkelijk met zilverbeslag belegd. Het kruisbeeld werd herhaaldelijk door roof beschadigd en gebroken en wordt tegenwoordig in een gereconstrueerde vorm getoond. Het is 115 cm hoog en werd van eikenhout vervaardigd.

## Orgel
Het orgel werd in 1977 door Speith-Orgelbau gebouwd. De historische orgelkas uit 1682 van het eerste kerkorgel bleef bewaard. Het huidige instrument bezit 23 registers (1490 pijpen) verdeeld over twee manualen en pedaal. De speeltracturen zijn mechanisch, de registertracturen elektrisch.

## Overig
De madonna van zandsteen met een lelie en een Christuskind is een kunstwerk uit de 14e eeuw. De voorstelling van de kruisiging van Jezus is van zilver en betreft een votiefgave aan de kerk. 

## Afbeeldingen

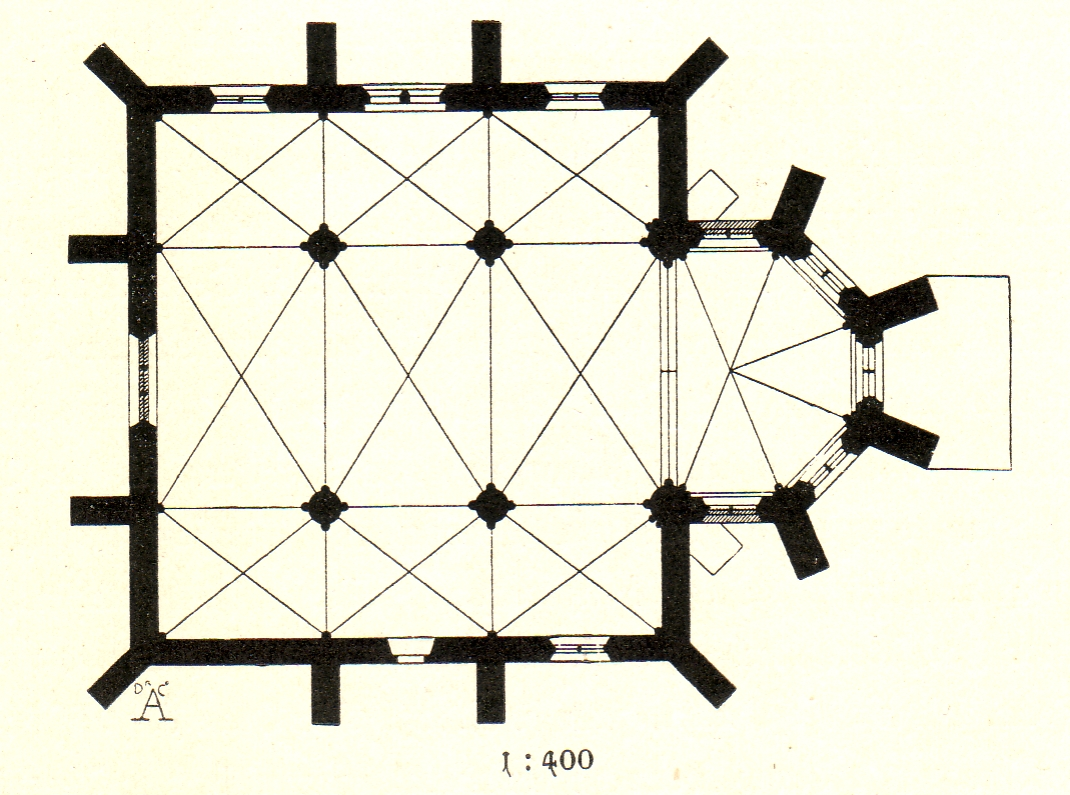
Plattegrond van de kerk
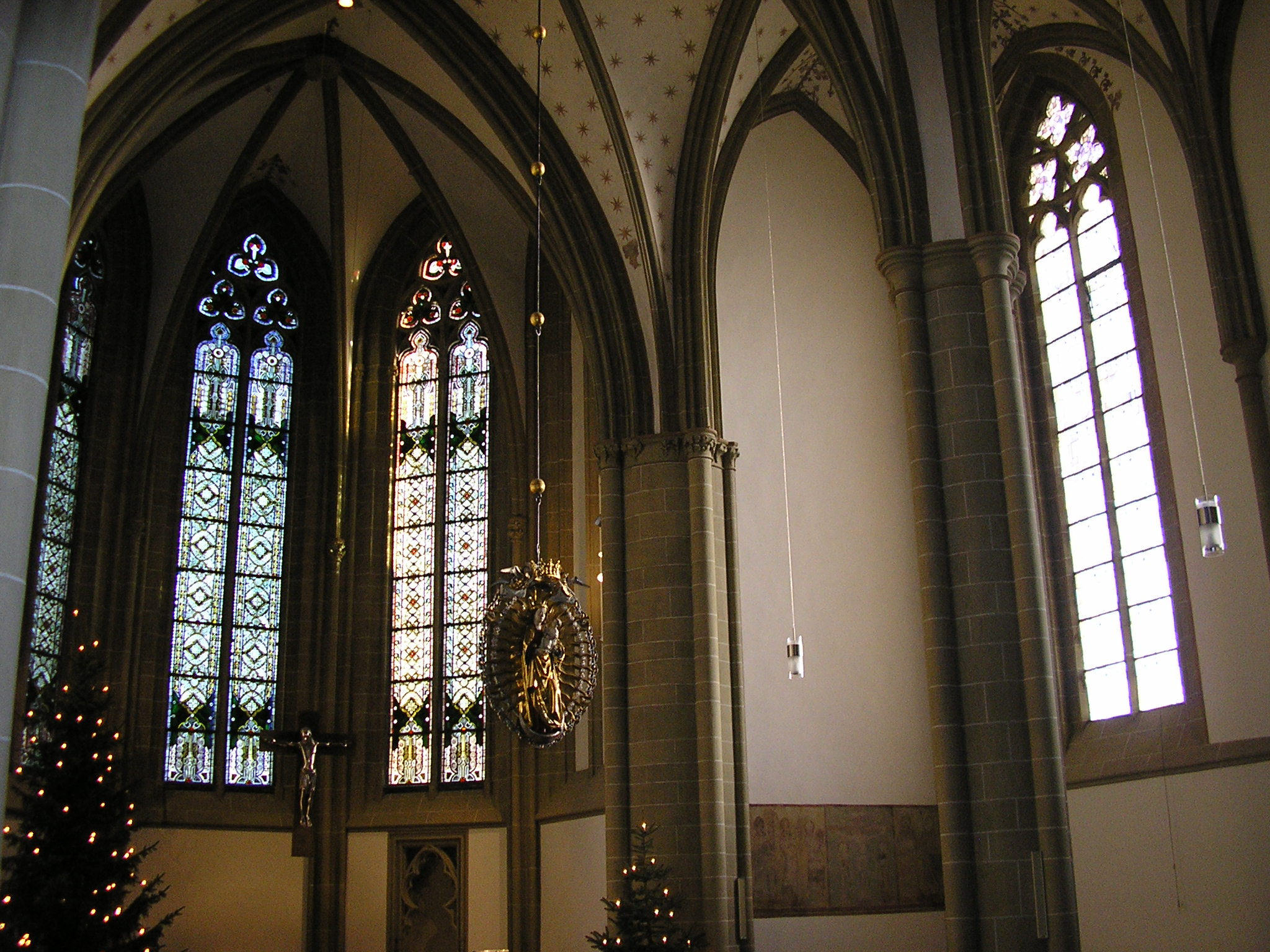
Interieur
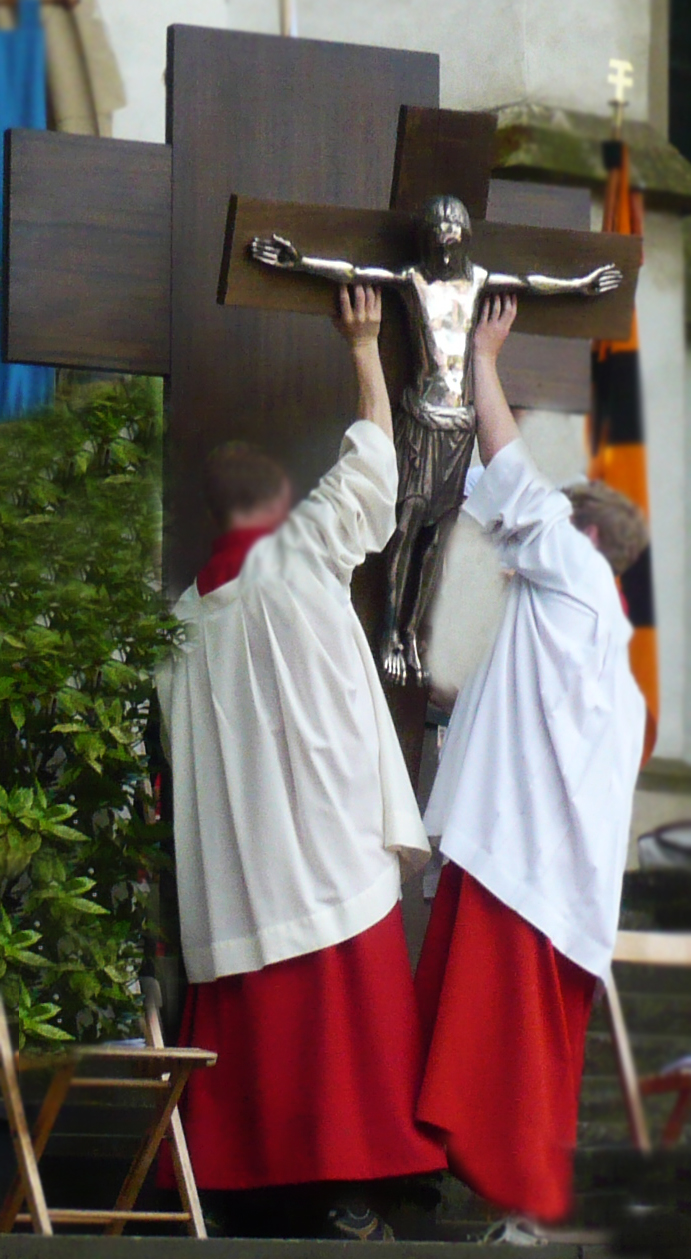
Het Heilig Kruis van Stromberg
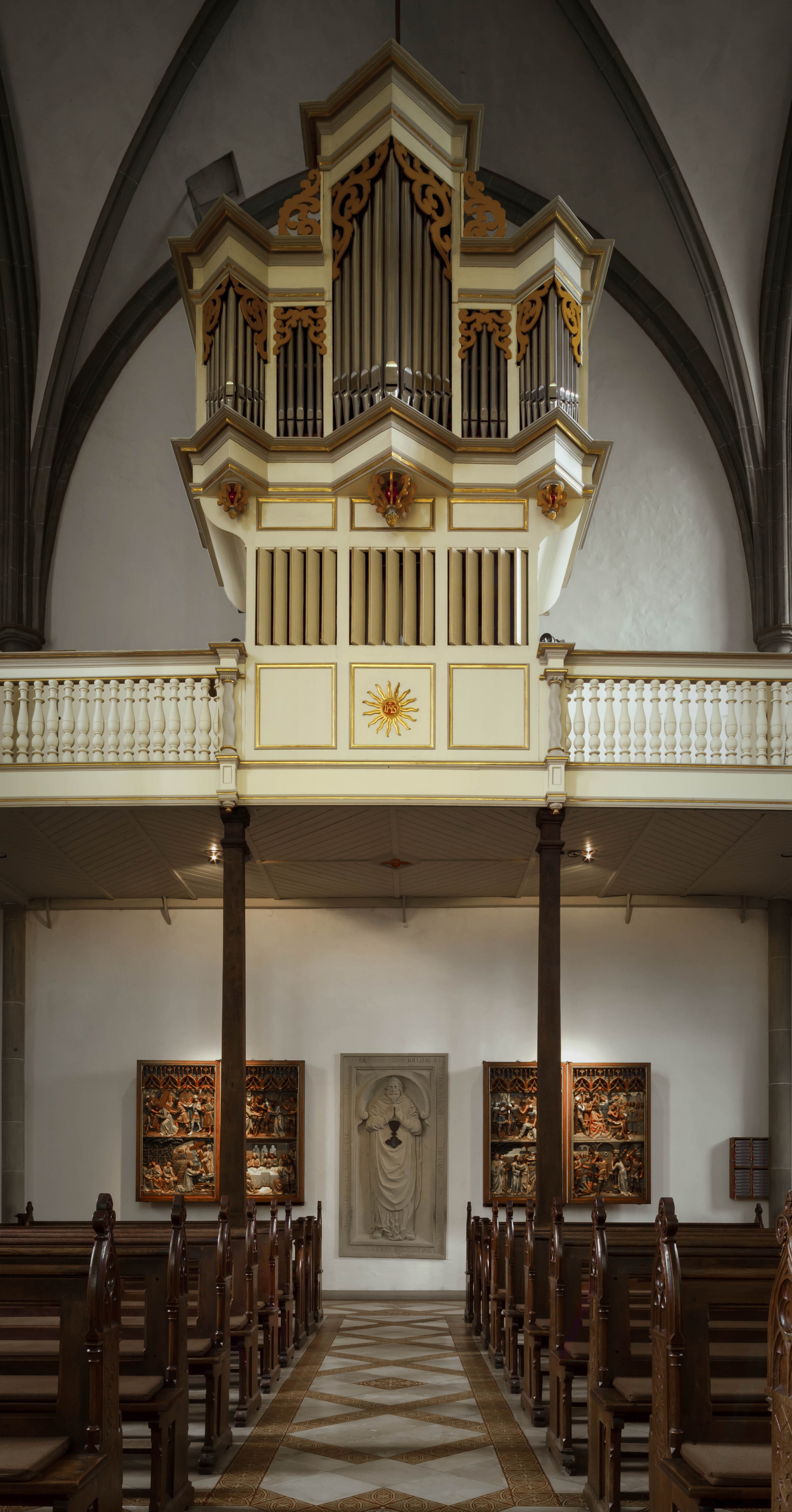
Orgelgalerij